# Albersdorf (Holstein)
Albersdorf é um município da Alemanha localizado no distrito de Dithmarschen, estado da Schleswig-Holstein. Pertence ao Amt de Mitteldithmarschen.
Até 25 de maio de 2008, Albersdorf foi membro e sede do antigo Amt de Albersdorf.